# Рон-Торбен Хофман
Рон-Торбен Хофман (Росток, 4. април 1999) немачки је фудбалски голман који наступа за Шалке 04.

## Клупска каријера
Хофман је свој деби у Трећој лиги Немачке за Бајерн Минхен II имао 30. јула 2019. у гостима против Ханза Ростока.

## Репрезентативна каријера
Хофман је двапут играо за млади национални тим своје земље 2016. Први наступ имао је у пријатељској утакмици са омладинским тимом Ирске 13. новембра.

## Статистике каријере
Ажурирано 19. октобра 2024.
| Клуб                   | Сезона    | Национално првенство     | Национално првенство | Национално првенство | Национални куп | Национални куп | Остало  | Остало | Укупно  | Укупно |
| Клуб                   | Сезона    | Ранг                     | Наступи              | Голови               | Наступи        | Голови         | Наступи | Голови | Наступи | Голови |
| ---------------------- | --------- | ------------------------ | -------------------- | -------------------- | -------------- | -------------- | ------- | ------ | ------- | ------ |
| Бајерн Минхен          | 2017/18.  | Бундеслига               | 0                    | 0                    | 0              | 0              | —       | —      | 0       | 0      |
| Бајерн Минхен          | 2018/19.  | Бундеслига               | 0                    | 0                    | 0              | 0              | —       | —      | 0       | 0      |
| Бајерн Минхен          | 2019/20.  | Бундеслига               | 0                    | 0                    | 0              | 0              | —       | —      | 0       | 0      |
| Бајерн Минхен          | 2020/21.  | Бундеслига               | 0                    | 0                    | 0              | 0              | —       | —      | 0       | 0      |
| Бајерн Минхен          | Укупно    | Укупно                   | 0                    | 0                    | 0              | 0              | —       | —      | 0       | 0      |
| Бајерн Минхен          | 2018/19.  | Регионална лига Баварска | 13                   | 0                    | —              | —              | 2       | 0      | 15      | 0      |
| Бајерн Минхен          | 2019/20.  | Трећа лига Немачке       | 11                   | 0                    | —              | —              | —       | —      | 11      | 0      |
| Бајерн Минхен          | 2020/21.  | Трећа лига Немачке       | 25                   | 0                    | —              | —              | —       | —      | 25      | 0      |
| Бајерн Минхен          | Укупно    | Укупно                   | 49                   | 0                    | —              | —              | 2       | 0      | 51      | 0      |
| Сандерленд (позајмица) | 2021/22.  | Прва лига Енглеске       | 23                   | 0                    | 0              | 0              | 1       | 0      | 24      | 0      |
| Ајнтрахт Брауншвајг    | 2022/23.  | Друга Бундеслига         | 12                   | 0                    | 0              | 0              | —       | —      | 12      | 0      |
| Ајнтрахт Брауншвајг    | 2023/24.  | Друга Бундеслига         | 33                   | 0                    | 1              | 0              | —       | —      | 34      | 0      |
| Ајнтрахт Брауншвајг    | Укупно    | Укупно                   | 45                   | 0                    | 1              | 0              | —       | —      | 46      | 0      |
| Шалке 04               | 2024/25.  | Друга Бундеслига         | 1                    | 0                    | 1              | 0              | —       | —      | 2       | 0      |
| Свеукупно              | Свеукупно | Свеукупно                | 118                  | 0                    | 2              | 0              | 3       | 0      | 123     | 0      |

1. ↑  Подразумева наступе у плеј-офу Регионалне лиге.
2. ↑  Подразумева наступ у Трофеју Фудбалске лиге Енглеске.

## Успеси
Бајерн Минхен
- Бундеслига: 2018/19.[3]
- Лига шампиона: 2019/20.[4]
- Светско клупско првенство: 2020.[5]

Сандерленд
- Плеј-оф Прве лиге Енглеске: 2022.[6]